# Enoplomischus ghesquierei
Espèce
Synonymes
- Enoplomischus chattoni Berland & Millot, 1941
- Enoplomischus spinosus Wesołowska, 2005

Enoplomischus ghesquierei est une espèce d'araignées aranéomorphes de la famille des Salticidae.

## Distribution
Cette espèce se rencontre au Congo-Kinshasa, en Côte d'Ivoire, en Ouganda et au Kenya.

## Description
Le mâle holotype mesure 9 mm.
Cette araignée est myrmécomorphe.

## Systématique et taxinomie
Cette espèce a été décrite par Giltay en 1931.
Enoplomischus chattoni a été placée en synonymie par Wesołowska et Szeremeta en 2001.
Enoplomischus spinosus a été placée en synonymie par Wiśniewski et Wesołowska en 2024.

## Étymologie
Cette espèce est nommée en l'honneur de Jean Hector Paul Auguste Ghesquière (1888–1982).

## Publication originale
- Giltay, 1931 : « Notes arachnologiques africaines. IV. Description d'une espèce nouvelle de Leptorchestinae (Salticidae unidentati). » Revue de zoologie et de botanique africaines, vol. 21, p. 167-170.